# Portilla de la Reina
Portilla de la Reina es una villa española perteneciente al Ayuntamiento de Boca de Huérgano, dentro de la provincia de León, en la Autonomía de Castilla y León. Anteriormente, Portilla de la Reina, contaba con su propio ayuntamiento. El título de villa le fue concedido a Portilla por el rey Fernando VI de España en 1755.

## Localización y emplazamiento
Por la localidad, pasa el río Yuso, afluente del Esla. En el pasado, el Yuso era considerado el nacimiento del río Esla. El pueblo se encuentra entre cuatro peñas de roca conglomerada: el Cuervo, la Cuesta, la Cruz y el Cincho; situando al pueblo en una posición fácilmente defendible, por lo que se cree que pudo existir un castillo en la peña el Cincho.
Cerca de Portilla de la Reina, está el Pico Tres Provincias en el macizo de Fuentes Carrionas. Esta montaña, actúa de límite común entre las provincias de León, Palencia y Cantabria.
Portilla de la Reina, está situada dentro de una de las regiones de los espacios naturales de Castilla y León, concretamente en el de las Montañas de Riaño y Mampodre, y lindando con uno de los parques nacionales más importantes de España: el Parque Nacional Picos de Europa. Este último es el único parque nacional que existe en la Comunidad castellana y leonesa. Además, el parque regional en el que se incluye Portilla de la Reina es también el único parque que goza de esta distinción en Castilla y León, junto con el de Sierra de Gredos en Ávila.
Portilla de la Reina está enclaustrada en el Puerto de San Glorio, cuya cota máxima es de 1609 metros de altitud. Este puerto de montaña, une la costa cantábrica con la Meseta y salva uno de los mayores desniveles que se pueden encontrar en los puertos españoles.
Alrededor de este puerto montañés, gira la polémica creación de la Estación de Esquí "San Glorio".

## Organización interna
El pueblo portillano, se compone de dos barrios: El Barrio de la Mula y el Barrio de la Iglesia, separados por el río Yuso, que en ese tramo discurre por debajo del Puente Grande, situado en el centro de la localidad.
Barrio de la Mula
El Barrio de la Mula es el barrio más antiguo de Portilla de la Reina y se cree que la denominación del barrio viene dada por su calle principal: la calle de La Mula.
Este barrio es algo más grande que su barrio vecino, el de la Iglesia, y es eminentemente residencial.
Barrio de la Iglesia
El Barrio de la Iglesia, como su propio nombre indica, es donde está situada la iglesia de Portilla de la Reina, dedicada a Santo Tomás. Es en este barrio donde se ubican la mayoría de los servicios, a saber:
- Área de restauración
- Gimnasio
- Sede de la Junta Vecinal
- Teleclub
- Plaza del pueblo
- Bolera
- Museo
- Campo de fútbol
- Zona de baño
- Espacio verde y zona recreativa de Las Eras

## Festividades
El Patrón de Portilla de la Reina es San Roque, cuya celebración es el 16 de agosto.
Las fiestas de Portilla de la Reina, giran en torno al 16 de agosto; el 15 de agosto es el día de Nuestra Señora y el 17 de agosto, el día de San Roquín. 
- Datos: Q5485091
- Multimedia: Portilla de la Reina / Q5485091